# Arends’ Goldmull
Arends’ Goldmull (Carpitalpa arendsi) ist eine Säugetierart aus der Familie der Goldmulle (Chrysochloridae). Sie lebt endemisch im südlichen Afrika. Ihr Bestand ist dort auf wenige Lokalitäten in den Hochlagen des östlichen Simbabwe beschränkt, wo sie Bergwälder und Graslandschaften mit lehmigen Böden bewohnt. Die Tiere sind relativ robust gebaut, ähneln aber mit ihrem spindelförmigen Körper, dem äußerlich sichtbare Ohren sowie ein Schwanz fehlen, und den kräftigen Grabkrallen an den Vorderfüßen den anderen Goldmullen. Dadurch ist Arends’ Goldmull an ein Leben im Untergrund angepasst, über die weitere Lebensweise ist kaum etwas bekannt. Die Art wurde 1955 wissenschaftlich beschrieben, ihr Bestand gilt als gefährdet.

## Merkmale

### Habitus
Arends’ Goldmull ist ein mittelgroßer Vertreter der Goldmulle. Er erreicht eine Kopf-Rumpf-Länge von 11,5 bis 14,1 cm, das Gewicht variiert von 43 bis 70 g. Männchen werden im Durchschnitt etwas größer als Weibchen. Der Körperbau der Tiere ähnelt dem der Maulwürfe, mit denen sie jedoch nicht verwandt sind. Sie sind vergleichsweise robust und an eine grabende Lebensweise angepasst, was sich durch den spindelförmigen Körper und dem Fehlen äußerlich sichtbarer Ohren und eines Schwanzes ausdrückt. Ebenso sind die Augen unter dem Fell verborgen, die Schnauze trägt ein lederartiges Polster, das wie die kräftigen Krallen der Vordergliedmaßen der Grabetätigkeit dient. Das Fell ist an der Oberseite schwarz oder dunkelbraun-schwarz und an der Unterseite graubraun gefärbt, es kann einen grün oder rötlich schimmernden, metallischen Glanz aufweisen. Die Unterwolle besitzt einen dunkelgrauen Farbton. Kehle und Wangen erscheinen etwas heller als der Rücken, ebenso die Beine. Nahe der Augen treten weiße Farbflecken auf. Die Gliedmaßen haben einen kurzen und kräftigen Bau. Die vierstrahligen Hände und fünfstrahligen Füße verfügen jeweils über Krallen, die der Hände sind zu Grabklauen umgebildet. Die Mittelklaue ist am stärksten entwickelt, sie weist eine Länge von 9 bis 12 mm und eine Basisbreite von 3,5 bis 4 mm auf, wodurch sie eher schlank wirkt. Die Klaue des zweiten Fingers ist um ein Viertel kürzer, die des ersten noch einmal kürzer und schmal. Am vierten Finger tritt nur eine stark reduzierte, knopfartige Kralle auf. Die Hinterfußlänge schwankt von 12 bis 16 mm.

### Schädel- und Gebissmerkmale
Der Schädel weist eine Gesamtlänge von 25,3 bis 29 mm und eine Breite von 15,8 bis 17,5 mm auf. Insgesamt erscheint der Schädel vergleichsweise schlank, seine größte Breite, die im Bereich des Hirnschädels liegt, erreicht weniger als 65 % der Länge, Ebenso ist das Rostrum schmal, der Gaumen besitzt eine Breite von 28 bis 29 % der größten Schädellänge. In der Ausprägung der Merkmale kann kein deutlicher Geschlechtsdimorphismus festgestellt werden. Der Jochbogen ist vollständig geschlossen, zeigt aber keine breiten, nach hinten orientierten Platten auf, wie sie bei den Riesengoldmullen (Chrysospalax) auftreten. Auffälligstes Merkmal stellt der deutlich aufgeblähte Kopf des Hammers im Mittelohr dar, die Vergrößerung fällt jedoch nicht sehr stark aus, so dass der Kopf nicht in einer äußerlich sichtbaren, knöchernen Aufwölbung am Schläfenbein lagert, im Gegensatz beispielsweise zu den Kapgoldmullen (Chrysochloris). Insgesamt erscheint er eiförmig verlängert, aber seitlich leicht abgeplattet, das Gesamtgewicht des Malleus liegt bei 4 mg, Das Gebiss von Arends’ Goldmull besteht aus insgesamt 40 Zähnen, die Zahnformel lautet folgendermaßen: {\displaystyle {\frac {3.1.3.3}{3.1.3.3}}}. Im Oberkiefer ist der hinterste (dritte) Molar sehr klein ausgebildet, er besitzt wie die vorderen ein dreihöckeriges (tricuspides) Kauflächenmuster. An den Molaren des Unterkiefers fehlt ein deutliches Talonid (ein tiefliegender Vorsprung der Kaufläche, in den einer der Haupthöcker der oberen Molaren bei Gebissschluss greift), das aber manchmal bei Jungtieren noch ausgebildet ist. Die oberen Prämolaren sind teilweise molarisiert und ähneln so den Molaren. Sie lassen im Gegensatz zu den hinteren Backenzähnen eine deutliche Eintiefung zwischen den Höckern vermissen. Die Zahnreihe vom Eckzahn bis zum dritten Molaren misst im Oberkiefer zwischen 6,5 und 7,7 mm.

## Verbreitung

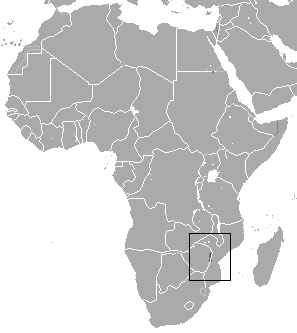
Verbreitungsgebiet (grün) von Arends’ Goldmull

Arends’ Goldmull kommt endemisch im südlichen Afrika vor. Er bewohnt ein kleines Gebiet im Inyangani-Hochland im östlichen Simbabwe zwischen dem 20. und 18. südlichen Breitengrad, das sich im Osten marginal bis nach Mosambik erstreckt. Die Höhenverbreitung reicht von 850 bis 2000 m. Die Art ist dort von nur insgesamt zehn Lokalitäten bekannt, die sich auf einer Gesamtfläche von 15.515 km² verteilen, das tatsächlich bewohnte Areal nimmt 1050 km² ein. Das Vorkommen ist auf die Sambesi-Wallandzone beschränkt. Die Tiere bevorzugen Offenländer durchsetzt mit Grasbüscheln beziehungsweise Waldränder der montanen Landschaften und wurden zudem in Flusstälern mit viel Blätterabfall oder dichtem Untergrundbewuchs beobachtet. Sie sind an lehmige Böden gebunden. Teilweise ist die Art in kultivierten Gebieten wie in Gärten anzutreffen, einige Nachweise stammen auch aus lockeren Erdhaufen, die bei Erdarbeiten anfielen. Die Tiere treten lokal häufig auf, quantitative Angaben liegen aber nicht vor.

## Lebensweise
Über die Lebensweise von Arends’ Goldmull ist kaum etwas bekannt. Wie alle Goldmulle lebt er größtenteils unterirdisch, wo er Gänge zur Nahrungssuche und als Ruheplätze gräbt. Der vergrößerte Malleus des Mittelohrs hat möglicherweise zur Folge, dass die Tiere besser seismische Schwingungen im Untergrund wahrnehmen können. Die Tunnel liegen dicht unter der Erdoberfläche und sind oberirdisch als kleine Erdwälle erkennbar. Sie beginnen häufig an Baumwurzeln oder an Grasbüscheln und verlaufen dann unregelmäßig zwischen den Lücken der Grasbüschelwiesen oder in offeneres Gelände. Möglicherweise halten die Tiere durch ihre Grabtätigkeit auch einzelnen Stellen frei von Vegetation, wie dies untertunnelte und dadurch abgestorbene Grasbüschel annehmen lassen. In den Grasgebieten koexistiert Arends’ Goldmull mit der Gemeinen Lamellenzahnratte. Vor allem nach Regenfällen sind die Tiere auch an der Erdoberfläche anzutreffen. Die Nahrung dürfte hauptsächlich aus Wirbellosen wie Regenwürmern und Insekten bestehen. Über das Fortpflanzungsverhalten ist nichts bekannt.

## Systematik
Arends’ Goldmull ist eine Art aus der Gattung Carpitalpa und deren einziger Vertreter. Die Gattung gehört zur Familie der Goldmulle (Chrysochloridae), in welcher kleine, bodengrabende Säugetiere aus der Überordnung der Afrotheria zusammengefasst sind. Die nächsten Verwandten bilden die Tenreks (Tenrecidae), die beiden Familien bilden zusammen die Afrosoricida. Gemäß molekulargenetischen Untersuchen reicht die Trennung der Goldmulle und der Tenreks von einer gemeinsamen Stammlinie im Übergang von der Oberkreide zum Paläozän vor rund 65 Millionen Jahren. Die Goldmulle begannen sich vor etwa 28,5 Millionen Jahren während des Oligozäns zu diversifizieren.
Die Goldmulle kommen endemisch in Afrika vor. Ihr Verbreitungsschwerpunkt befindet sich im südlichen Kontinentalbereich, nur einige wenige Arten bewohnen auch Teile des östlichen oder zentralen Afrikas. Ihre unterirdische Lebensweise hat zur Folge, dass die Habitate der einzelnen Arten mit wenigen Ausnahmen eng umrissene Grenzen aufweisen. Innerhalb der Familie lassen sich zwei ökologische Gruppen unterscheiden. Zur ersten Gruppe werden die Vertreter trockener bis teils halbwüstenartiger Landschaften gezählt, so der Wüstengoldmull (Eremitalpa) oder die Kapgoldmulle (Chrysochloris). In die zweite Gruppe gehören die Bewohner von offenen Gras- und Savannenlandschaften sowie von Wäldern, etwa Arends’ Goldmull, aber auch die Kupfergoldmulle (Amblyomus), die Vertreter der Gattung Neamblysomus oder die Riesengoldmulle (Chrysospalax). Die innere Gliederung der Familie ist bisher nicht zufriedenstellend geklärt. Häufig werden zwei oder drei Unterfamilien anhand des Baus des Hammers im Mittelohr unterschieden: die Amblysominae mit einem normal gebauten Malleus, die Chrysochlorinae mit einem stark verlängerten Kopf des Malleus und die Eremitalpinae mit einem kugelig aufgeblähten Kopf des Malleus. Andere Autoren wiederum sehen die beiden letztgenannten auch als eine einzelne Unterfamilie an, die Chrysochlorinae. Molekulargenetische Untersuchungen unterstützen diese auf skelettanatomische Unterschiede beruhende Untergliederung der Goldmulle bisher nicht vollständig. Ihnen zufolge steht Carpitalpa in einer engeren Beziehung zu Amblysomus und Neamblysomus, die allgemein den Amblysominae zugewiesen werden, der vergrößerte Hammer des Mittelohrs befürwortete dagegen aus anatomischer Sicht eine Einbindung in die Chrysochlorinae.
Regionale Variationen oder Unterarten von Arends’ Goldmull sind nicht bekannt. Die wissenschaftliche Erstbeschreibung wurde von Bengt Lundholm im Jahr 1955 vorgelegt. Er gab der Art die wissenschaftliche Bezeichnung Chlorotalpa (Carpitalpa) arendsi und ordnete sie somit der Gattung Chlorotalpa zu, der unter anderem auch Sclaters Goldmull (Chlorotalpa sclateri) angehört. Lundholm vergab das Artepitheton nach dem Tierpräparator Nicolas Arends (nach anderen Quellen Nicholas P. Arends) vom Kaffrarian Museum, der Anfang 1951 das Typusexemplar gesammelt hatte. Dieses umfasst ein männliches Tier von 11,5 cm Gesamtlänge mit 10 mm langem Schwanz und 15 mm langen Hinterfüßen. Es stammt von den Pungwe-Fällen im Inyangani-Hochland in 2000 m Geländehöhe, die Region wird als Typusgebiet von Arends’ Goldmull angesehen. Im Jahr 1968 erhob Alberto M. Simonetta die Untergattung Carpitalpa unter Berufung auf die stärkere Aufblähung des Hammers im Mittelohr im Vergleich zu Chlorotalpa in den Gattungsstatus. Er verwies außerdem Stuhlmanns Goldmull (Kilimatalpa stuhlmanni) zu Carpitalpa. Spätere Autoren stimmten damit nicht überein, so etwa Jurgens A. J. Meester, der 1974 Stuhlmanns Goldmull wieder in die Kapgoldmulle einordnete, während er Arends’ Goldmull erneut als Vertreter von Chlorotalpa ansah. Morphometrische Untersuchungen, die Gary N. Bronner Mitte der 1990er Jahre vorlegte, belegten die Eigenständigkeit von Carpitalpa und somit von Arends’ Goldmull auf Gattungsebene. Dies konnte später durch molekulargenetische Daten bestätigt werden, denen zufolge darüber hinaus Stuhlmanns Goldmull näher mit den Kapgoldmullen in Verbindung steht.
Der deutsche Trivialname bezieht sich wie die wissenschaftliche Bezeichnung auf Nicolas Arends, den Entdecker des Belegexemplars. Gelegentlich finden sich im Deutschen auch die Bezeichnungen „Arends Goldmull“ und „Arend-Goldmull“.

## Bedrohung und Schutz
Die IUCN listet Arends’ Goldmull als „bedroht“ (vulnerable). Die Gründe dafür liegen in dem kleinen Verbreitungsgebiet, der Zerstörung seines Lebensraumes und der politischen Instabilität in seiner Heimatregion, die Schutzmaßnahmen wenig greifen lässt. Letzteres führt beispielsweise zu einer nur begrenzten Verwaltung des Nyanga-Nationalparks, welcher den größten Teil des Gesamtverbreitungsgebietes der Art einschließt. Dadurch kam es in der Vergangenheit zu einem erheblichen Verlust an natürlichem Lebensraum durch jährliche Wildfeuer, unkontrollierten Holzeinschlag oder Überweidung. Gegenwärtig ist aber weder der Umfang und die Intensität dieser Bedrohungen noch deren Einfluss auf die Population genauer untersucht. Es wird aber angenommen, dass der Bestand zurückgeht. Lokalen Einfluss haben auch die Erbeutung durch Haushunde und Hauskatzen. Neben dem Nyanga-Nationalpark ist Arends’ Goldmull unter anderem im Chimanimani-Nationalpark vertreten.